# Adolf Gajdoš
Adolf Gajdoš (16. října 1884 Moravské Prusy – 26. října 1966 Brno) byl moravský spisovatel, překladatel a redaktor.

## Život
Narodil se svobodné matce Anežce Gajdošové (1865) v Moravských Prusech (dnes MČ Prusy-Boškůvky, okres Vyškov). Roku 1890 se přestěhoval do Brna, kde od roku 1894 studoval na reálce. Studium v roce 1901 předčasně ukončil a absolvoval obchodní kurs. Poté krátce pracoval jako pomocný úředník záložny.
V roce 1902 nastoupil do vojenské služby, ve které setrval i po vzniku Československa. Za první světové války vedl hospodářskou službu v několika vojenských nemocnicích. V československé armádě pracoval jako důstojník hospodářské služby z povolání, v roce 1924 v hodnosti kapitána. Poté do roku 1942 pracoval ve vydavatelských podnicích Novina a od roku 1942 se živil jako spisovatel na volné noze.
V letech 1941–1948 byl členem Moravského kola spisovatelů.

### Rodinný život
Dne 13. ledna 1908 se ve městě Bochni oženil s Františkou Slizowskou (1884–1958). Manželé Gajdošovi měli syny Tadeáše (1911–1973), Zbislava (1914–1986) a Kazimíra (1922–2021) a dceru Drahomíru (redaktorka a spisovatelka).

## Dílo
Psal pod vlastním jménem a pod pseudonymy Pavel Javor, Jakub Laval a dalšími. V počátcích byl inspirován proletářskou poezií a poetismem, později se přiklonil k náboženským tématům. Byl též autorem protiválečných próz a knih pro děti.
Sbírka veršů Perníkové srdce se dočkala v Rozpravách Aventina příkré kritiky pro formální nedokonalost.

### Denní tisk a časopisy
Příspěvky Adolfa Gajdoše se objevovaly zejména v revue pro katolickou kulturu Archa, v deníku Moravská orlice (kde seznamoval s moravskými umělci v seriálu Galerie moravských kumštýřů) a v dalších periodikách.

### Vlastní díla
- Na ztracené vartě / réva (obálku a typografickou úpravu navrhl Z. Rossmann; Brno, vlastním nákladem, 1926)
- Perníkové srdce / Reva (obálku a typografickou úpravu navrhl Z. Rossmann; Brno, v. n., 1928)
- Výkřik duše; Proti kultu zbraní (Bojkovice, V. Buňata, 1931)
- Pokorné soužení (básně, frontispis Hynek Polášek; Brno, Novina, 1932)
- Triptych vánoční (Brno, v. n., 1932)
- Bílá plachetnice (básně; Olomouc, Družina literární a umělecká (DLU), 1933)
- Hliněný svět (Brno, v. n., 1933)
- Letecká válka (Brno, v. n., 1933)
- Vánoce (linoryty František Bílkovský; Brno-Nové Černovice, v. n., 1934)
- Návrat císaře (Brno, v. n., 1935)
- Tichý rok poezie (Olomouc, DLU, 1935)
- Mnich a víno (mariánská legenda, dřevoryty Arnošt Hrabal; Brno, Julius Sigmund, 1936)
- V zátiší (Breviář víry a naděje; Brno, DLU, 1938)
- Moravský filosof PhDr. Josef Kratochvil, 1882–1940 (uspořádal Adolf Gajdoš k uctění památky velikého katolického učence a vzácného člověka; Brno, Adolf Gajdoš, 1940)
- Tvůrci mohyly (památník prof. P. Aloisu Slovákovi; Brno: Moravská knihovna, 1940) Země krásná / Adolf Gajdoš; do linolea ryl Mir. Spurný; Brno, nakladatel není známý, 1940)
- Matky (Sborník, uspořádal Adolf Gajdoš; Brno, Brněnská tiskárna, 1941)
- Šlépěj (Brno, Moravské kolo spisovatelů (MKS), 1941)
- Země krásná (básně; Brno, v. n.)
- Ježíškovo kvítí (knížka legend, barevné litografie František Doubrava; V Brně, Družstvo MKS, 1943, Třebíč, Arca JiMfa1992)
- Kominíčkovo štěstí a jiné pohádky (ilustrace Michael Florian; Brno, Družstvo MKS, 1944)
- Zlatý den (básně, kresby akad. mal. František Doubrava; Brno, Brněnská tiskárna, 1944)
- Ptačí legendy (ilustrace Michael Florian; Brno, Brněnská tiskárna, 1946)
- Chata nad přehradou (román pro mládež z období okupace; Brno, Mír, 1947)[9][p 1]

- Slunečné dětství (obálka a kresby Vladimír Valenta; Brno, Tiskové a vydavatelské podniky Zář, 1947)
- Morgenwege (pod pseudonymem Pavel Javor; Stockholm, Robert Vlach, 1955)
- Země křižovaná (pod pseudonymem Pavel Javor; Montreal, Concordia Litho, 1970)
- Chléb podaný hostu (pod pseudonymem Pavel Javor; Salzburg, Česká kulturní rada v zahraničí, 1975)

### Překlady
- Malá závěť – François Villon; Praha, Vilém Šmidt, 1945
- Křídlatý mnich – Jan Wiktor, překlad z polštiny; Praha, Topičova edice, 1948
- Orati na úhoru – Jan Wiktor; Praha, Brázda, 1948)